# Xã Jackson, Quận Shelby, Iowa
Xã Jackson (tiếng Anh: Jackson Township) là một xã thuộc quận Shelby, tiểu bang Iowa, Hoa Kỳ. Năm 2010, dân số của xã này là 268 người.